# 大麻生駅

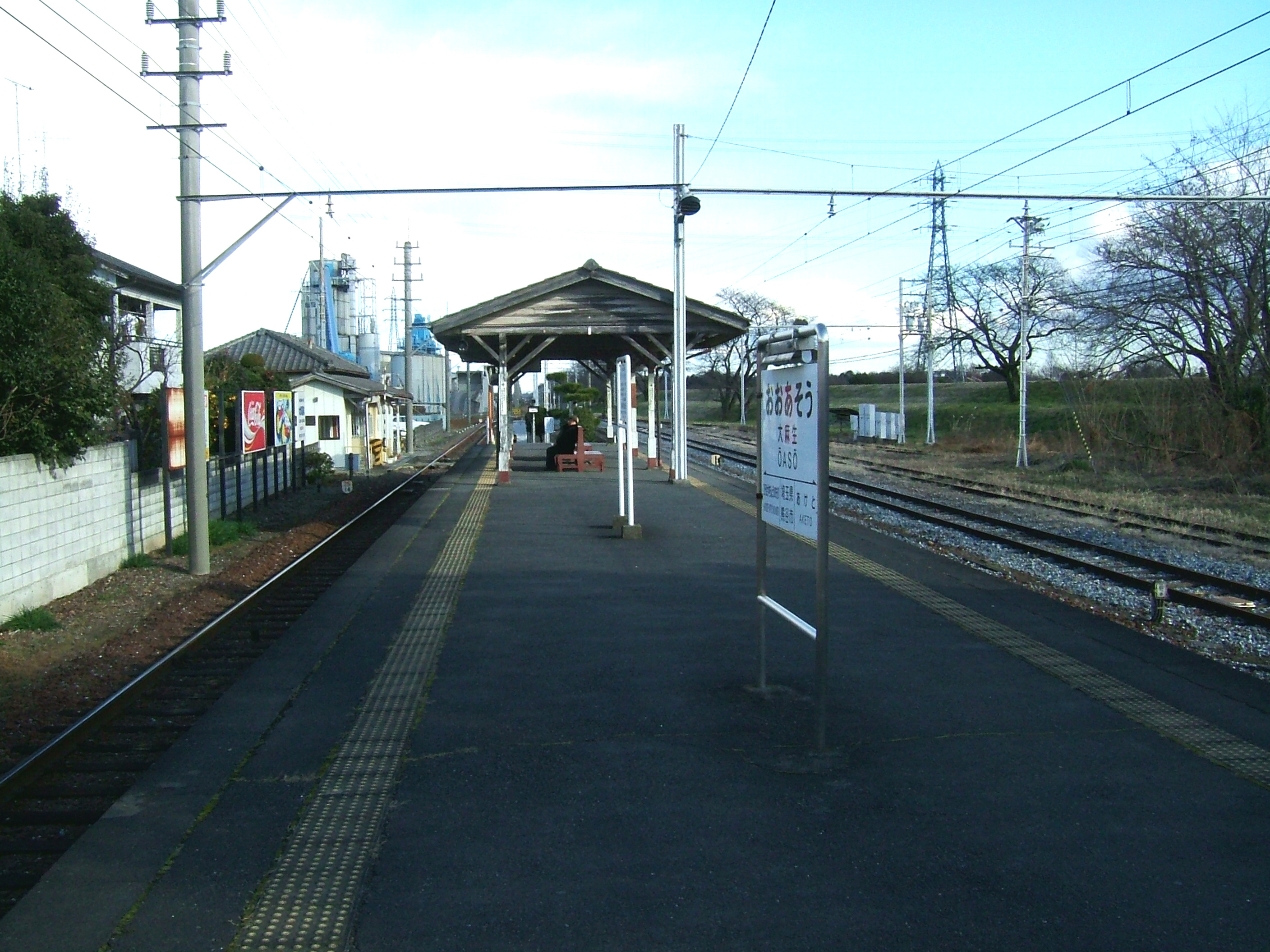
ホーム（2008年1月）

大麻生駅（おおあそうえき）は、埼玉県熊谷市大麻生にある秩父鉄道秩父本線の駅である。駅番号はCR13。

## 歴史
- 1901年（明治34年）10月7日：開業。
- 2022年（令和4年）3月12日：ICカード「PASMO」の利用が可能となる[1]。同時に無人化[1]。

## 駅構造
島式ホーム1面2線を有する地上駅。木造駅舎を有する。無人駅である。簡易PASMO改札機設置駅。
無人化以前は業務委託駅（管理駅:熊谷駅）であり、駅係員勤務時間は平日の月・水・金曜日は7:15 - 14:15、平日の火・木曜日は12:15 - 19:15、土休日は8:00 - 16:00となっていた。
トイレは、改札内にあり水洗式。

### のりば
| 番線 | 路線    | 方向 | 行先                         |
| ---- | ------- | ---- | ---------------------------- |
| 1    | ■秩父線 | 上り | 熊谷・行田市・羽生方面       |
| 2    | ■秩父線 | 下り | 寄居・長瀞・秩父・三峰口方面 |

## 利用状況
- 2019年度の1日平均乗車人員は111人である。

| 年度               | 乗車人員 （1日平均） |
| ------------------ | -------------------- |
| 2009年（平成21年） | 184                  |
| 2010年（平成22年） | 171                  |
| 2011年（平成23年） | 161                  |
| 2012年（平成24年） | 173                  |
| 2013年（平成25年） | 160                  |
| 2014年（平成26年） | 153                  |
| 2015年（平成27年） | 148                  |
| 2016年（平成28年） | 146                  |
| 2017年（平成29年） | 133                  |
| 2018年（平成30年） | 109                  |
| 2019年（令和元年） | 111                  |

## 駅周辺
- 荒川
- 国道140号
- 埼玉県道47号深谷東松山線
  - 押切橋 - 荒川を渡る
- 熊谷市役所大麻生出張所
- 熊谷市立大麻生小学校
- 熊谷市立大麻生中学校
- 広瀬川原車両基地
- 荒川大麻生公園
- 大麻生ゴルフ場

## 路線バス
駅前には乗り入れておらず、徒歩4分ほどの国道140号（旧道）上に熊谷市ゆうゆうバスさくら号（協同バス）の「大麻生駅入口」停留所が設けられている。

## 隣の駅
秩父鉄道
■秩父本線
□SLパレオエクスプレス・■急行「秩父路」
通過
□各駅停車
ひろせ野鳥の森駅 (CR12) - （貨）広瀬川原駅 - 大麻生駅 (CR13) - 明戸駅 (CR14)